# گری لینکر
گری لینِکِر (انگلیسی: Gary Lineker؛ زاده ۳۰ نوامبر ۱۹۶۰) دارای رتبه OBE فوتبالیست سرشناس بازنشسته انگلیسی است که در نقش مهاجم بازی می‌کرد. او پس از بازنشستگی از فوتبال به کار مجری‌گری و گزارشگر ورزشی در انگلستان پرداخت.

## رده باشگاهی
لینه‌کر فوتبال خودر را در لستر سیتی آغاز کرد و در طول مدت فعالیتش در تیم‌های اورتون، تاتنهام هاتسپر، بارسلونا و ناگویا گرامپوس در جی لیگ ژاپن بازی کرده‌است.

## رده ملی
گری در سال ۱۹۸۴ در تیم ب انگلیس توانست مقابل مکزیک پوکر کند.
گری همراه با تیم ملی انگلستان در دو جام جهانی ۱۹۸۶ مکزیک و ۱۹۹۰ ایتالیا حاضر بود.
وی در جام جهانی ۱۹۸۶ مکزیک با شش گل زده آقای گل این مسابقات شد. بزرگ‌ترین موفقیت او در جام جهانی ۱۹۹۰ در ایتالیا به دست آمد که تیم ملی انگلستان به همراه او تا مرحله نیمه نهایی پیش رفت و تنها در این مرحله بود که با شکست از تیم ملی آلمان در ضربات پنالتی از رسیدن به فینال مسابقات بازماند. او در نخستین بازی مرحله گروهی این جام یکی از دنده‌هایش شکست. با این وجود در بقیه بازی‌های تیم خود به میدان رفت و سه گل دیگر هم به ثمر رساند.

## افتخارات
- قهرمانی با بارسلون در جام در جام اروپا: ۱۹۸۹
- نایب قهرمانی در لیگ برتر انگلیس: ۱۹۸۶
- قهرمانی با تاتنهام در جام حذفی انگلیس: ۱۹۹۱
- قهرمانی با بارسلون در جام حذفی اسپانیا: ۱۹۸۸
- حضور در جام جهانی: ۱۹۸۶ (۵ بازی/ ۶ گل)، ۱۹۹۰ (۷ بازی/ ۴ گل)
- حضور در جام ملت‌های اروپا: ۱۹۸۸ (۳ بازی)، ۱۹۹۲ (۳ بازی)
- مرد سال فوتبال انگلیس: ۱۹۸۶، ۱۹۹۲
- عضویت در فیفا ۱۰۰
- آقای گلی جام جهانی: ۱۹۸۶مکزیک
- آقای گل لیگ برتر انگلیس: ۱۹۸۵، ۱۹۸۶، ۱۹۹۰
- همچنین بین سال‌های ۱۹۸۷ تا ۱۹۸۹ بازی‌های رایانه‌ای زیادی در مورد وی منتشر شده‌است.

لینه‌کر که در طول دوران فوتبالش هرگز کارت زردی دریافت نکرد، در ۸۰ بازی که برای تیم ملی انگلیس انجام داد، ۴۸ گل وارد دروازه حریفان کرد. وی در سال‌های ۱۹۸۶ و ۱۹۹۲ مرد سال فوتبال انگلیس شد.

## دیدگاه‌ها

### پناهجویان
در مارس ۲۰۲۳ لینِکِر در توییتی از سیاست پناهندگی بریتانیا انتقاد کرد. وی در جواب پیام ویدئویی وزیر کشور سوئلا براورمن دربارهٔ جلوگیری از عبور مهاجران از کانال مانش با قایق‌های کوچک گفت که این پیام فراتر از وحشتناک است و سیاست دولت را یک سیاست بی‌اندازه بی‌رحمانه در قبال آسیب‌پذیرترین مردم خواند که بی‌شباهت به آن چیزی نیست که آلمان در دهه ۱۹۳۰ (میلادی) استفاده کرد. این نظرات از سوی برخی از سیاستمداران محافظه‌کار از جمله خود براورمن و رهبر حزب کارگر محکوم شد.لینِکِر همچنین از سوی برخی شخصیت‌های سیاسی حمایت شد.
در ۱۰ مارس ۲۰۲۳ بی‌بی‌سی گفت که لینِکِر از کار خود به عنوان مجری مسابقه روز کنار گذاشته می‌شود «تا زمانی که ما یک موضع توافق شده و روشن در مورد استفاده او از رسانه‌های اجتماعی برسیم.» یان رایت و آلن شیرر از مجریان برنامه اعلام کردند که به دلیل همبستگی با لینِکِر در پخش بعدی ظاهر نخواهند شد. مفسران مسابقه روز استیو ویلسون، کانر مک‌نامارا، رابین کوون و استیون وایت نیز در بیانیه‌ای مشترک آنلاین اعلام کردند که «احساس نمی‌کنند که شرکت در این برنامه مناسب باشد.» چندین شرکت وابسته دیگر از جمله الکس اسکات مجری برنامه Football Focus، جیسون محمد مجری امتیاز نهایی، مارک چپمن، جرمین جناس، و فوتبالیست‌های سابق دیون دوبلین و جرمین دفو همگی در ساعات بعدی از نقش‌های خود در برنامه‌های بی‌بی‌سی کناره‌گیری کردند. در نتیجه، پخش کننده مجبور شد برنامه‌های مربوط به ورزش خود را برای ۱۱ و ۱۲ مارس کاهش دهد، با برگزاری مسابقه روز بدون هیچ میزبان یا ارائه استودیو، بنابراین فقط فیلم مسابقه را نشان داد. این برنامه همچنین بر برنامه انگلیسی زبان Sportsworld سرویس جهانی بی‌بی‌سی تأثیر گذاشت که در آن روز پخش نشد و در عوض با برنامه‌های دیگر جایگزین شد.

### اسرائیل
به دنبال جنگ اسرائیل و حماس، لینِکِر در توییتی خواستار حذف اسرائیل از مسابقات ورزشی شد. گری لینِکِر در مه ۲۰۲۵ در شبکه ایکس ویدئوی یکی از طرفداران فلسطین را باز نشر کرد که در آن از صهیونیسم انتقاد شده بود و حاوی طرح یک موش بود. او با بالا رفتن انتقادها عذرخواهی کرد و مجبور شد بی‌بی‌سی را ترک کند.